# Percilia gillissi
Percilia gillissi é uma espécie de perca da família Percichthyidae.
Apenas pode ser encontrada no Chile.